# Amelia Baggs
Amelia Baggs (1980 como Amanda Baggs en Campbell (California), Estados Unidos, 1980 - 11 de abril de 2020) fue una bloguera y activista de derechos de autismo estadounidense. Según informes, no hablaba y fue etiquetada con autismo de "bajo funcionamiento".

## Educación y primeros años
Natural de Campbell, California, Baggs asistió de pequeña al Centro para Jóvenes con Talento, un programa de verano de la Juventud y a mediados de los 1990 fue una estudiante del Bard College at Simon's Rock en Great Barrington, Massachusetts. Murió el 11 de abril de 2020.

## Activismo
En enero de 2007, Baggs publicó en YouTube un vídeo titulado En Mi Lengua en el que describe sus experiencias como una persona autista, el cual dio lugar a varios artículos en la CNN. Ella también fue Guest Blogging acerca de su vídeo en el blog de Anderson Cooper y contestó cuestiones de la audiencia vía correo electrónico.

## Vida personal
En Baggs' blogs, ella escribió sobre otras incapacidades que le habían sido diagnosticadas y mal diagnosticadas incluyendo desorden bipolar, trastorno de despersonalización, desorden psicópata, esquizofrenia y gastroparesia.
En 2005, Baggs se trasladó de California a Vermont para estar más cerca de un amigo.
En junio de 2014, anunció públicamente que había cambiado legalmente su primer nombre a ‘Amelia' y había empezado a utilizar el apodo de ‘Mel.'